# ريموند غوسلين
ريمون جورج غوسلين (بالإنجليزية: Raymond Gosling)‏ ولد سنة 15 أغسطس 1926، وتوفي في 18 مايو 2015 كان عالم فيزياء بريطاني، استنتج بنية الدنا مع موريس ويلكنز وروزاليند فرانكلين بكلية الملك في لندن.

## الأعوام الأولى
ولد سنة 1926 ودرس بمدرسة ويمبلي، درس في كلية لندن الجامعية من 1944 حتى 1947 وأصبح فيزيائي مستشفى في صندوق الملك ومستشفى ميدلسكس بين الأعوام 1947-1949 قبل أن ينضم إلى كلية الملك في لندن كطالب باحث اين حصل على الدكتوراه في النهاية.

## العمل في كلية الملك بلندن والدنا
عمل غوسلين في كلية الملك بلندن على حيود الأشعة السينية مع موريس ويلكنز ، فاحصين عينات من الدنا، أعداها بواسطة ترطيب وسحب العينات إلى فتائل رقيقة والتصوير في جو من الهيدروجين، بعد ذلك تم تعيين غوسلين لدى روزاليند فرانكلين حين انضمت إلى كلية الملك سنة 1951، وعملا تحت إدارة السيد جون راندال ، وقاما معا بإنتاج أول صور حيود الأشعة السينية للنوع ب من الدنا.
خلال العامين التاليين عمل الثنائي معا لتحسين تقنية تصوير الدنا بحيود الأشعة السينية، وحصلا في ذلك الوقت على صور حيود دقيقة، وكان غووسلين هو من قام بتصوير حيود الأشعة السينية للدنا المعروف بالصورة 51 ، وهذا قاد مباشرة إلى جائزة نوبل سنة 1962 التي حصل عليها واتسون وكريك وموريس. كان غوسلين زميل فرانكلين في نشر أحد ثلاث بحوث حول البنية اللولبية المزدوجة للدنا نشرت في مجلة نيتشر في أبريل 1953.
زميلاه الآخران في كلية الملك هما أليكس ستوكس وهاربرت ويلسن. بقي غوسلين لوقت قصير في كلية الملك بعد إنهائه أطروحته سنة 1954 وانتقل إلى تدريس الفيزياء بجامعة سانت أندروز وجامعة جزر الهند الغربية.

## العمل في مستشفى غاي
عاد إلى المملكة المتحدة سنة 1967 وأصبح محاضرا وقارءا في مستشفى غاي الطبي التعليمي، وبروفيسورا فخريا في الفيزياء المطبقة في الطب منذ سنة 1984. هنالك ساعد على تطوير أساسيات علم الطب وتكنولوجيا ديناميكا الدم، تخطيط الصدى الطبي والتقييم الوعائي في مجموعة علم الأوعية غير الباضع، وأعد وحدة علم الأوعية فوق الصوتي العيادية.
عمل غوسلين في العديد من جمعيات جامعة لندن، خاصة المتعلقة بعلم الإشعاعات وأبقى على مشاركة محترفة نشطة في فيزياء الطب تقريبا حتى نهاية حياته.

## خلفية شخصية
تزوج غوسلين من زوجته ماري وأنجبا أربعة أطفال، أكبرهم هو مصمم الأثاث تيم غوسلين، توفي ريموند غوسلين في 18 مايو 2015 عن عمر يناهز 88 سنة.